# Município de Pike (condado de Coshocton, Ohio)
O município de Pike (em inglês: Pike Township) é um município localizado no condado de Coshocton no estado estadounidense de Ohio. No ano de 2010 tinha uma população de 638 habitantes e uma densidade populacional de 10,02 pessoas por km².

## Geografia
O município de Pike encontra-se localizado nas coordenadas 40° 12′ 01″ N, 82° 08′ 17″ O. Segundo a Departamento do Censo dos Estados Unidos, o município tem uma superfície total de 63.65 km², da qual 63,65 km² correspondem a terra firme e (0 %) 0 km² é água.

## Demografia
Segundo o censo de 2010, tinha 638 pessoas residindo no município de Pike. A densidade populacional era de 10,02 hab./km². Dos 638 habitantes, o município de Pike estava composto pelo 97,65 % brancos, o 0,63 % eram afroamericanos, o 0,47 % eram amerindios, o 0,16 % eram asiáticos e o 1,1 % eram de uma mistura de raças. Do total da população o 0,94 % eram hispanos ou latinos de qualquer raça.